# Роми в культурі

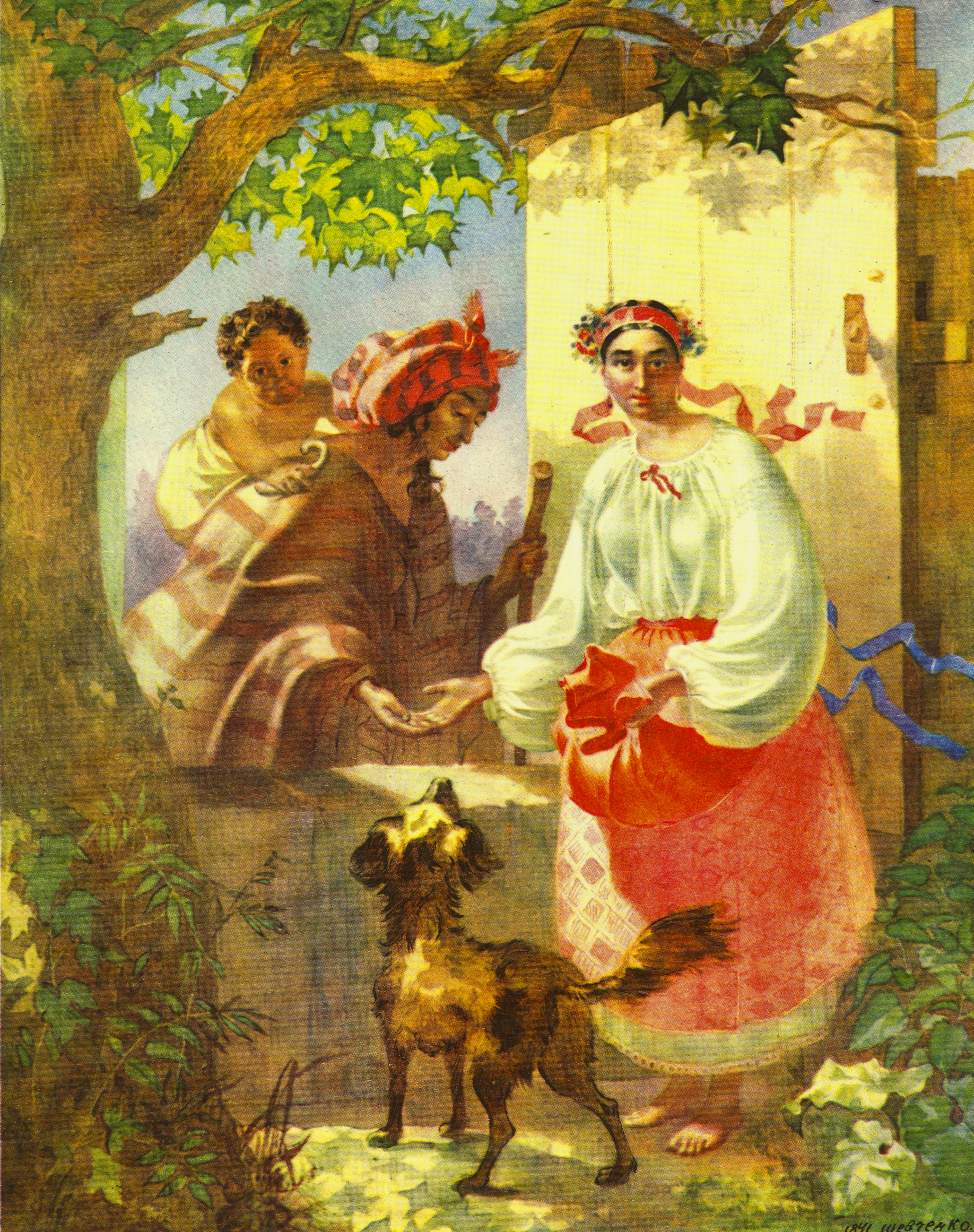
Циганка-ворожка Тараса Шевченка.

Багато вигаданих зображень ромів у літературі та мистецтві подають романтизовані оповіді про їх нібито містичну здатність провіщати долю та їх нібито запальну чи пристрасну вдачу, яка поєднується з непереборною любов'ю до свободи та звичкою до злочинності. Критики образів ромів у масовій культурі відзначають схожість із зображеннями євреїв, причому обидві групи негативно сприймаються як бродячі, розповсюджувачі хвороб, викрадання дітей, насильство та вбивство інших.
У вікторіанській та сучасній британській літературі роми зображувалися такими, що мають «зловісні окультні та злочинні нахили» і асоціювалися зі «злодійством і хитрістю», а в англійському театрі епохи Відродження та бароко вони зображували «елементи дивовижної чарівності та елементи, які зображують [їх] як найнижчих із суспільних ізгоїв», пов'язані з «магією та чарами», а також «жонглюванням і шахрайством». В опері, літературі та музиці по всій Європі ромських жінок зображували як провокаційних, сексуально доступних, яскравих, екзотичних і таємничих. Голлівудські та європейські фільми, а також популярна музика та інші форми поп-культури поширюють подібні стереотипи.
Особливо помітні образи ромів з'являються в таких класичних творах, як «Кармен» Проспера Меріме та адаптаціях Жоржа Бізе, «Собор Паризької Богоматері» Віктора Гюго та «Житанілья» Мігеля де Сервантеса. Ромів також сильно романтизували в Радянському Союзі, класичним прикладом є «Табір іде в небо» 1975 року. Більш реалістичне зображення сучасних ромів на Балканах, у якому ромські актори-миряни розмовляють своїми рідними діалектами, хоча все ще грають із усталеними кліше схильності ромів як до магії, так і до злочину, представив Емір Кустуриця у своєму «Часі циган» (1988) і «Чорний кіт, білий кіт» (1998). Ще одне реалістичне зображення ромів у Югославії — «Я навіть зустрів щасливих циган» (1967).

### ХІХ століття
- ХІХ століття: історії Гі де Мопассана. Роми фігурують у кількох оповіданнях французького письменника.
- ХІХ століття: «Бродяга в рідному місці» Джона Клера. Добірка віршів, що романтизують життя, культуру і мандри англійського народу ромами.
- 1815: «Емма» Джейн Остін. Роми ненадовго з'являються в «Еммі» у ролі дітей, які заманюють Гаррієт в безлюдний провулок. Опис ромів у Остін романтизовано.
- 1815: роман Вальтера Скотта «Гай Меннерінг».
- 1823: Роман Вальтера Скотта «Квентін Дорвард». Називається «Богема».
- 1824: поема Олександра Пушкіна «Цигани».
- 1831: Роман Віктора Гюго «Собор Паризької Богоматері»
- 1835: роман Карела Гінека Маха «Кікані» («цигани»; через проблеми з цензурою він був опублікований лише в 1857 році).
- 1841: «Крамниця старожитностей» Чарльза Діккенса. Описує першу літературну згадку англійського романського вардо, або фургона.
- 1845: «Втеча герцогині» Роберта Браунінга, написане за мотивами англійської балади «Циганка Реггл-Таггл». Герцогиня тікає від свого чоловіка після розмови зі старою мандрівницею.
- 1845: розповідь Проспера Меріме «Кармен», за яким була поставлена опера.
- 1847: роман Емілі Бронте «Буремний перевал». Гіткліфф описаний як схожий на цигана, і передбачається, що це один з кількох персонажів, хоча це ніколи не підтверджувалося.
- 1847: «Джейн Ейр» Шарлотти Бронте. Англійські роми розбивають табір неподалік від Торнфілд-голу, пізніше Рочестер переодягається старим циганським ворожителем, щоб змусити Джейн зізнатися в своїх почуттях до нього.
- 1853: «Вчений циган» Метью Арнольда. Вірш, заснований на легенді, розказаній Джозефом Гланвіллом у книзі «Марність догматизації»(1661), про думки і роздуми циганського народу про відносини з Богом.
- 1853: «Хатина за селом» Юзефа Ігнація Крашевського (пол.). Реалістичне зображення ромів у Польщі у 1800-х роках.
- 1856: роман Елізабет Баррет Браунінг у віршах «Аврора Лі». Маріан Ерл — ромка.
- 1857: романи Джорджа Борроу «Лавенгро» і «Циганське жито».
- 1860: «Млин на Флоссі» Джордж Еліот. Головна героїня Меґі тікає до ромів, але вирішує, що вийшла за рамки своїх можливостей. Роми не завдають їй шкоди, але цей епізод похмуро віщує кроки, які вона зробить у дорослому віці.
- 1891: роман Джеймс Баррі «Маленький священик». Молодий шотландський священик закохується в неприборкану циганку.
- 1892: розповідь Артура Конан Дойла в циклі про Шерлока Голмса «Пістрява стрічка». Встановлено, що доктор Грімсбі Ройлотт дружить з групою бродячих ромів і дозволяє їм таборувати в його маєтку. На початку історії Голмс припускає, що між смертю сестри Гелен Стоунер та ромами (серед іншого) існує зв'язок. Коли доктор Ватсон запитує, що могли зробити роми, Голмс відповідає, Що не може собі уявити. Доктор Ватсон відповідає: «Я бачу багато заперечень проти будь-якої подібної теорії», і Голмс зізнається, що теж їх бачить. Зрештою, виявляється, що роми не причетні до смерті сестри Гелен. Історія закінчується тим, що Голмс визнає свою помилку, зазначивши, що це показує, «наскільки небезпечно завжди базуватися на недостатніх даних».
- 1892: розповідь Максима Горького «Макар Чудра». Історія кохання циганської дівчини Ради і конокрада Зобара.
- 1897: «Дракула» Брема Стокера. Зображує групу ромів, які працюють на графа.

### ХХ століття
- 1902: «П'ятеро дітей і воно» Едіт Несбіт. Діти зустрічають на дорозі групу англійських ромів. 1908: «Вітер у вербах» Кеннета Грема. Тод, власник «Тод Голл», імпульсивний і пихатий персонаж, купує запряжену кіньми вардо англійських ромів. Пізніше Тод продає вкраденого коня рому за їжу. 1911: Оповідання Сакі «Есме» (увійшло до збірки «Хроніки Кловіса»). Принизливе зображення дитини мандрівника-рома, яке використовується для висвітлення безсердечної натури англійських аристократів.
- 1926: «Діва і циган» Девіда Герберта Лоуренса. Молодий ромський герой — корисна протиотрута проти жорсткої соціально-класової системи.
- 1930: Роман Герман Гессе «Нарцис і Ґольдмунд» про ромську дівчинку на ім'я Ліза. 1943—1978: Книги Малкольма Савілла «Самотня сосна». Ромська сім'я (Рубен, Міранда і Фенелла) є друзями і союзниками членів клубу «Самотня сосна», особливо віце-капітана клубу Петронелли Стерлінг.
- 1940: «По кому подзвін»" Ернеста Гемінґвея. У ньому згаданий ром на ім'я Рафаель.
- 1946: У Франції вийшов друком перший роман французького письменника (ромської національності) Матео Максимова «Урситорія». Англомовне видання (опубліковане в Англії в 1949 році) стверджує, що це «перший роман, коли-небудь написаний ромами». 1947: Детектив Ненсі Дрю «Зачіпка в старому альбомі». Деякі з головних героїв — роми.
- 1951: Комікс Ерже «Пригоди Жо, Зетте та Джоко» у книзі коміксів «Пункт призначення Нью-Йорк». Змальовує кількох ромських персонажів у дуже симпатичній манері.
- 1956: Доді Сміт «Сто один далматинець». Після втечі з заміського будинку Лютеллі де Віль собаки ледь не потрапляють у пастку до старої ромської жінки, яка хоче їх продати. Її кінь знову допомагає собакам втекти.
- 1957: Роман Яна Флемінга про Джеймса Бонда «З Росії з любов'ю». Дія роману розгортається в таборі ромів у Туреччині, де дві ромські дівчини борються на смерть за прихильність одного й того ж чоловіка.
- 1958: «Біла відьма» Елізабет Ґаудж. Опис способу життя романичалів у Великій Британії під час громадянської війни.
- 1959: «Мадлен і цигани» Людвіґа Бемельманса
- 1963: Комікс Ерже про пригоди Тінтіна «Смарагд Кастафіоре». Має кілька ромських персонажів і кілька ромських слів. Цей графічний роман дуже співчутливий до ромських персонажів.
- 1967: «Сто років самотності» Габрієля Гарсії Маркеса.
- 1969—1981: Шведська письменниця і ромська правозахисниця Катаріна Тайкон публікує серію автобіографічних дитячих книжок про ромську дівчинку Катіці. У книзі 1976 року «Катіці Z-1234», дія якої відбувається у 1945 році (закінчується святкуванням закінчення Другої світової війни), Катіці знайомиться з ромською жінкою на ім'я Зоні. Зоні пережила Аушвіц і розповідає юній Катіці про жахіття ромського геноциду.
- 1971, 1972: «Циганка в бурштині» Мартіна Круза Сміта та його ж твір «Канто для циганки».
- 1972: Дитяча книжка Румера Ґоддена «Діддакой» (також видана під назвою «Циганка»). Лауреат премії Whitbread Award. Адаптована для телебачення на BBC як «Кіззі».
- 1975: Дитяча книжка Роалда Даля «Денні, чемпіон світу». Хлопчик живе зі своїм батьком у традиційному англійському вардо, хоча незрозуміло, чи головний герой Денні та його батько самі є романичалями і захоплюються культурою, чи віддають перевагу стилю життя.
- 1978 — дотепер: Книги про розширений всесвіт «Зоряних воєн». Раса прибульців, відома як рин, має багато стереотипних ромських рис, включаючи кланові сімейні структури, мандрівний характер, репутацію злодіїв тощо.
- 1981, 1988: Романи Робертсона Девіса «Ангели-бунтарі» та «Ліра Орфея». Про головних героїв, які підтримують ромські традиції, зокрема догляд та ремонт музичних інструментів, у сучасній Канаді.
- 1983: Роман Тіма Пауерса «Брама Анубіса». Оповідає про групу ромів під керівництвом єгипетських магів і використовує чимало виразів з ромської мови.
- 1984: роман Стівена Кінга «Тонкий». Включає класичний сюжетний прийом ромського прокляття. Роман був екранізований.
- 1984—2013: Фентезійний серіал Роберта Джордана «Колесо часу» розповідає про расу схожих на ромів людей під назвою Тінкерс, які мандрують караванами і сповідують суворий пацифізм.
- 1985: Роман Чарльза де Лінта «Муленгро». Сучасне фентезійне зображення ромів та їхніх культурних міфів.
- 1986: «Зірка циган» Роберта Сілверберґа. Науково-фантастичний епос про короля ромів, який шукає давно втрачену ромську рідну зоряну систему.
- 1987: Пірс Ентоні пише серію «Втілення безсмертя». У другій половині циклу роми показані у надзвичайно позитивному світлі, особливо у частині «Бути зеленою матір'ю».
- 1987: Цикл «Єгипет» Джона Кровлі. Більша частина оповіді розгортається від зустрічі з ромською ворожкою і обертається навколо питання, чому люди вірять, що роми можуть передбачати майбутнє.
- 1987: серія «Оберньютин» Ізобель Кармоді. Фантастичний роман про землю людей та істот, знищену тим, що вони називають «Великою Білою». У цій історії є багато ромів, і про те, як городяни дуже заздрять їхньому дуже хорошому життю.
- 1988 — теперішній час: Серія «Вальдемар» Мерседес Лекі. Описує вигадану расу людей, засновану на ромах, навіть з використанням ромської мови; найбільш відома в книгах «Клятва і честь».
- 1991: «Молодий Індіана Джонс і циганська помста», роман для молоді у франшизі про Індіану Джонса. Дія відбувається у Франції1914 року. 15-річнийІндіана Джонс знайомиться з молодою, вродливою ромською ворожкою.
- 1992: Роман «Циганка» Маргарет Ліндгольм і Стівена Бруста у жанрі міського фентезі
- 1992: Роман Джо Гореса «32 кадилаки». ДКА розслідує мережу американських ромів-злочинців.
- 1995: «Посилка петрушки» Елізабет Арнольд — дитячий роман, дія якого розгортається серед ромів в англійському Нью-Форест, став основою для семисерійного телесеріалу «Циганка» у 2001 році.
- 1995—2000: Трилогія Філіпа Пуллмана «Темні матерії». Про кочову расу під назвою «цигани». Цигани — це приблизно еквівалент ромів у нашому всесвіті, за винятком того, що вони використовують вузькі човни замість караванів. У книгах вони зображуються як добрі та привітні люди.
- 1996—2001: серія науково-фантастичних книг Теда Вільямса «Інший світ». Ромський персонаж і згадки про ромів з'являються як кочівники, що нехтують кордонами просунутого кіберпростору віртуальної реальності.
- 1999: у романі Бернарда Ешлі «Бліц Джонні» з'являється ромська родина.
- 1999: Роман Ани Кастільо «Почисти мою любов, як цибулину».
- 1999: Роман Томаса Гарріса «Ганнібал». Інспектор Пацці наймає члена групи мандрівників, схожих на ромів, кишенькового злодія Ганнібала Лектера, щоб зняти з нього відбитки пальців.
- 1999: Роман Джоан Гарріс «Шоколад» (і фільм 2000 року, знятий за мотивами роману) розповідає про групу французьких річкових ромів.
- 1999—2003: У серії книг «Зоряні війни: Новий орден джедаїв» раса райн натхненна ромами.

### ХХІ століття
- 2001: серія фантастичних романів Жаклін Кері «Спадщина Кушіеля». У тому числі «Цінгані», заснований на циганському фольклорі.
- 2001: роман Джеймса Герберта «Один раз». Вікку на ім'я Нелл Куїк описують як привабливу і одягнену на манер циганки. Вона відома своєю надзвичайно красивою зовнішністю і темним волоссям кольору воронячого крила. У романі не розкривається, циганка вона чи ні.
- 2003: Роман Луїзи Дауті «Вогні в темряві». Хлопчик з групи ромів-кочівників калдераш, який народився в сараї в сільській Богемії в 1927 році, виріс під час Великої депресії і розквіту нацизму, був інтернований в табір і втік, щоб взяти участь у Празькому повстанні в травні 1945 року.
- 2005: роман Ізабель Альєнде «Зорро». Фільм розповідає про клан росів, який об'єднався з головним героєм у Постнаполеонівській Іспанії.
- 2005: роман Едіт Лейтон «Ромський коханець». Даффід, незаконнонароджений син дворянки і цигана, повертається до Англії з виправної колонії в Ботанічній затоці, щоб помилувати і очистити ім'я свого прийомного батька, графа Егремонта.
- 2006: Роман Луїзи Дауті «Кам'яна колиска» описує шлях однієї сім'ї через переслідування і трагедії, задаючи питання: чи зможе дух циган вижити в столітті, в якому для них більше немає місця?
- 2006-сьогодні: серія романів Роб Турман «Кел Леандрос». Головний герой і його брат обидва наполовину роми по материнській лінії.
- 2007: Роман Лізи Клейпас «Моя до півночі» і супроводжуючий його роман «Спокушай мене на світанку». Головні герої-чоловіки наполовину роми.
- 2007: «Ромсська спадкоємиця» Ніккі Поппен. Спадкоємець графа Спелторна зачарований появою на порозі його будинку прекрасної ромки, яка заявляє, що вона давно втрачена дочка його покійних батьків.
- 2007: роман Колума Макканна «Золь». Досліджує життя вигаданого словацького художника-рома.
- 2007: Роман Пауло Коельо «Відьма з Портобелло». Біологічна мати героїні Афіни-Рома.
- 2007: у романі Саллі Гарднер «Червоне намисто» головний герой Янн і його супутник тету — роми, а також антагоніст Калліовскі.
- 2007: серія книг Діани Рейборн «Леді Джулія Грей» («Безмовність в могилі», «Мовчання в святилищі», «Безмовність на болотах», «Темна дорога в Дарджилінг», «Темне розслідування») з Ніколасом Брісбейном у головній ролі. Брісбен-син запеклого шотландського шляхтича і ромки, що володіє даром передбачення. Протягом серії ряд ромських персонажів займають чільне місце.
- 2007, 2008: підліткові романи Кейт Вайлд «Бійцівська гра» і «Перестрілка». Трилери з науково — фантастичним підтекстом, в яких головний герой-молодий циган на ім'я Фрідом Сміт.
- 2008: роман Джеймса Роллінза «Останній оракул». Командувач Грей Пірс повинен перешкодити злочинній групі в Росії використовувати як зброю нащадків ромів, які страждають аутизмом.
- 2010: роман Соні Майєр «Доша, Втеча російських циганів». Про ромів в Радянському Союзі 1950-х років.
- 2010: дитяча книга Леві Пінфолда «Джанго»(2010), натхненний ромським музикантом Джанго Рейнартом.
- 2011: роман Стеф Пенні «Невидимка». Рей Ловелл, дрібний приватний детектив ромського Походження, найнятий для розслідування зникнення ромки, що сталося 7 років тому.
- 2013: Каззарола!«Анархія, Рома, любов, Італія» Нормана Навроцького розповідає про циганську сім'ю і табір, що живуть в Римі, Італія. Розповідає про переслідування та дискримінацію, з якими стикаються роми в Європі.

## П'єси, опери та мюзикли
- «Міньйон», комічна опера 1866 року Амбруаза Тома, має головного героя, якого вкрали роми в дитинстві. Він заснований на романі [Йоганна Вольфганга фон Гете] 1795-96 років [Wilhelm Meisters Lehrjahre].
- «Кармен», опера Жоржа Бізе 1875 року. Події розгортаються на півдні Іспанії та розповідають про падіння дона Хосе, наївного солдата, який спокушається підступами запальної Кармен, ромської жінки. Хосе кидає свою кохану дитинства та залишає військові обов'язки, але втрачає кохання Кармен до гламурного тореро Ескамільо, після чого Хосе вбиває її в люті ревнощів.
- «Циганка», п'єса Хела Ріда 1905 року
- «Мавра», одноактна опера Ігоря Стравінського 1922 року. Дія відбувається в Росії, а персонаж Параша описана як ромська жінка.
- «Собор Паризької Богоматері», мюзикл 1998 року, заснований на романі Віктора Гюго «Собор Паризької Богоматері» 1831 року.
- «Горбань із Нотр-Дам», мюзикл 1999 року, адаптований за екранізацією роману Віктора Гюго 1831 року, знятою Walt Disney Animation Studios 1996 року.
- «Горбань із Нотр-Дам», данський мюзикл 2002 року, написаний ікомпозитором Кнудом Крістенсеном (більш відомим як Себастьян), заснований на романі Гюго.

## Інші медіа
- Мандрівне шоу Цирк дю Солей Varekai бере свою назву від ромської мови, а персонажі, представлені на сцені, приблизно базуються на кочовому способі життя, пов'язаному з ромами.
- Warhammer Fantasy включає етнічну групу людей, Стригани, яких часто називають «циганами». Вони зближують ромів із румунами: стригани походять з того самого географічного регіону, що й Румунія, і негативні стереотипи про ромів виправдовуються проти стриганів, яких переслідують за поклоніння вампірам, а іноді й фактично сприяють нежиттю.
- Доповнення Curse of Strahd для Dungeons & Dragons включає фентезійну версію ромів, Vistani. Ранні друковані видання зображували Вістані в стереотипному світлі.[16]

## Пісні
- «Zigenarvän» («Циганський друг». 1969) — Агнета Фелтског (пізніше відома ABBA): включено до альбому Agnetha Fältskog Vol. 2 пісня розповідає про візит молодої жінки до ромського табору. Одного вечора молоду жінку притягує до ромського табору. Світло від їхнього вогню веде шлях. Здалеку молода чує їхній сміх, спів і музику. Вона відвідує ромське весілля і танцює з братом нареченої (в якого вона закохана). Вона повертається наступного дня, але виявляє, що його немає. Молода жінка думає, чи все це було лише сном. Пісня стала найбільшим хітом альбому, але її надто романтичний текст став джерелом суперечок. Її випуск збігся з гарячою дискусією про ромів у шведських медіа, а Фельтскуг звинуватили в тому, що вона навмисно намагалася на цій пісні заробити.

## Музичні кліпи
- «Gypsys, Tramps & Thieves» (1971) — Шер: рекламне відео, яке транслювалося на BBC Top of the Pops у 1971 році, показує групу ромів, які подорожують сільською місцевістю. Відео слідує за певним текстом пісні, тобто; «танець за гроші, які вони кинуть».[17]
- «Rock 'n' Roll Children» (1985) — Dio: молода пара, обидва рок-музики-початківці, після сварки шукають притулку від зливи в антикварному магазині. Магазином керує містик у ромському стилі (Ронні Джеймс Діо), який тримається подалі від їхніх очей. Подружжя заходять у комірчину, потрапляючи в інший світ, де їх розлучають. Через кришталеву кулю містик спостерігає за парою, поки вони зазнають дискримінації, виключення та вимог з боку інших відмовитися від свого способу життя та культури. Після того, як пара возз'єднується і відроджує свою любов (у той час як навколо них починають кружляти ворожі люди), містик розбиває кришталеву кулю об підлогу, звільняючи їх з іншого світу.
- «Who's That Girl» (1987) — Мадонна: Мадонна йде в гості до ромської ворожки. Ворожка показує Мадонні карту Таро з рухомим (мультяшним) зображенням і таємничим чином зникає.
- «Love to Hate You» (1991) — Erasure: у відео представлена група танцівниць, одягнених у ромський одяг.
- " Ain't It Funny " (2001) — Дженніфер Лопес: Лопес натрапляє на табір ромів, де ворожка читає їй майбутнє. Приходить молода ромка і перетворює Лопес на одну з них. У таборі Лопес знаходить чарівного чоловіка і закохується в нього. Потім вона виконує гру під впливом фламенко.

## Комікси

### Комікси DC
- У 2015 році було встановлено, що Дік Ґрейсон (він же Робін і Найтвінґ) має ромське походження.[18]
- Затанна Затара, супергероїня і чарівниця, по батьківській лінії має ромське походження.[19][20] Її здібності походять від її спадщини Хомо Маги (від матері, яка не є циганкою), нащадка людства, здатного природним чином маніпулювати магічними енергіями. Батько Затанни, Джованні «Джон» Затара, теж супергерой. Він дебютував у Action Comics № 1 (у тому ж випуску, що і «Супермен»).[21]
- Німуе Інвуду (мадам Ксанаду) — ромська містичка і ворожка. Мадам Ксанаду схожа на типову ромську ворожку, яка носить висячі сережки.[22] Цей персонаж був представлений як центральний персонаж короткочасної серії «Двері в кошмар» (1978). Однак історії були зосереджені навколо людей, які відвідували її магазин, та їхніх проблем, і мадам Ксанаду могла лише давати їм поради (а не втручатися).[23]
- Синтія «Сінді» Рейнольдс (Джипсі) — супергероїня і член Ліги справедливості. Вона була створена для «детройтської ери» (1984—1986) Ліги справедливості. У ту епоху існувала полікультурна Ліга справедливості, де Сінді була ромкою і була стилізована під стереотипний образ ромських жінок, а також використовувала слово "ромка" своїм псевдонімом супергероїні. У своїй першій появі героїня представлена як дрібна злодійка і обманщиця.[24]Сценарій Сінді (разом з Вайб, латиноамериканкою, учасницею Ліги справедливості) піддався критиці за використання етнічних кліше, характерних для письменників, які діяли з кращих намірів, але були далекі від реальності, про що сценаристи серіалу (Джеррі Конвей і Чак Паттон) пізніше висловили жаль.[25][26][27] Про походження Сінді розповідається в 255-му випуску «Ліги справедливості Америки» (опубліковано через два роки після її дебюту), де показано, що вона виросла в звичайному заміському будинку. Її батько був алкоголіком, який жорстоко поводився з родиною. Одного разу батько Сінді вдарив її, і її Ілюзорні здібності проявилися вперше. Сінді втекла, у неї було достатньо грошей на квиток на автобус до Детройта, але в підсумку вона опинилася на вулиці. Її сила ілюзії захищала її від сутенерів і шахраїв у брудному місті, але її ілюзії не могли купити їй ліжко, щоб спати, або їжу, щоб їсти. В результаті вона була змушена красти, щоб вижити. По дорозі вона також почала одягатися стереотипно (оскільки її сила ілюзії також не могла купувати їй одяг).[28] Пізніше, у 2013 році, цей персонаж був оновлений. Тепер вона була Синтією Мордет (біженкою з іншого виміру) і більше не була циганкою. Натомість Синтія Мордет отримує свій псевдонім від Аманди Воллер, яка каже їй: «схоже, ти віддаєш перевагу більш кочовому способу життя. Це робить вас чимось трансмірним… ромським».[29][30]
- Тора Олафсдоттер (Крижана) спочатку була представлена як принцеса ізольованого племені скандинавів, які володіють магією. У серіалі 2010 року «Ліга справедливості: втрачене покоління» виявляється, що це Походження було брехнею. З'ясувалося, що Тора за народженням була ромкою. Її дід був лідером клану ромських злочинців в Норвегії. Коли Тора почала проявляти свої кріокінетичні здібності, її батьки злякалися, що дідусь спробує використати її для вчинення злочинів, і втекли з клану. Ставши супергероїнею, Тора придумала свою попередню історію походження, щоб зробити себе більш прийнятною для світу (заявивши, що герої походять з кращих сімей, ніж вона).[31][32]

#### Кіно- та телеекранізації
- Анімаційний телесеріал «Ліга справедливості Необмежена» (2004—2006) показує Синтію Рейнольдс/Ромку як постійну, мовчазну, фонову учасницю Ліги Справедливості. Персонаж одягнена у стереотипний образ ромських жінок.
- Епізод шостого сезону «Таємниці Смолвіля» «Багряний» (вийшов в ефір 1 лютого 2007 року) показує молоду ромську жінку, відому лише як «Зірка» (юридичне ім'я не вказується), яка керує магазином у стилі Нью-Ейдж. Вона дає Лоїс Лейн губну помаду (частково виготовлену з червоного криптоніту), яка змушує Лоїс шалено закохуватися (одержима) у Кларка Кента. Вказується, що персонаж має розумові здібності. Зірка стверджує, що вона екстрасенска, і називає імена Лоїс і Кларка (попри те, що ніхто їй їх не сказав), а також (точно) передбачає, що Лоїс і Кларк зрештою стануть парою. Коли Генрі Джеймс Олсен (старший брат Джиммі Олсена) шукає її та запитує, чи є у Стар контрагента для помади, Стар із задоволенням віддає її йому.
- Анімаційний фільм 2010 року «Ліга справедливості: Криза на двох землях» показує злу версію супергероїні Синтії Рейнольдс/Циганки з альтернативного всесвіту. Ця версія звучить під назвою «Циганка» та одягається у стереотипний образ ромських жінок.
- У анімаційному телесеріалі «Молода Ліга справедливості» з'являється Німуе Інвуду (мадам Ксанаду) як випадковий гостьовий персонаж. Серіал змінює мадам Ксанаду на афроамериканку.
- У фільмі 2012 року «Темний лицар повертається» Том Гарді зіграв терориста Бейна. У коміксах Бейн латиноамериканець, а Харді не є ним. Побоюючись можливих заперечень проти цього, Харді та Крістофер Нолан вирішили зробити Бейна ромом.[33]
- Телесеріал CW «Флеш» показує Синтію/Ромку в повторюваній ролі, яку грає Джессіка Камачо. Персонаж заснований на оновленій (не ромській) версії персонажа 2013 року. Вона дочка Брічера (Денні Трехо). Синтія та Брічер зображені як латиноамериканки. Кажуть, що Синтія взяла псевдонім «Ромка», щоб звучати примхливо і загадково.[34]
- У телесеріалі «Болотяна істота» 2019 року знялася Німуе Інвуду (мадам Ксанаду). Німу зображує Джеріл Прескотт, а персонаж змінено на афроамериканця.

### Комікси Marvel
- У супергероїв (спочатку суперлиходіїв) і Близнюків Ванди Максимофф (Багряна відьма) і Петро Максимофф (Ртуть) протягом десятиліть було кілька історій про походження, але вони незмінно були пов'язані з ромами. У 1979 році було виявлено, що близнюків виховувала ромська пара Джанго та Марія Максимофф як частина їхнього племені. Було встановлено, що їх біологічною матір'ю була ромка на ім'я Магда.[35] У 1982 році було виявлено, що біологічним батьком близнюків був єврей-мутант Магнето, з яким Магда познайомилася, коли вони обидва були ув'язнені в концентраційному таборі.[36] У 2014 році Marvel Comics перевидали «Походження близнюків». Їх біологічними батьками вже не були Магда і Магнето. У 2016 році було виявлено, що близнюки — діти Наталії Максимофф (раніше Багряної відьми), ромки та сестри Джанго Максимоффа.[37] Наприкінці 1990-х художник Джордж Перес подарував Багряній відьмі новий костюм, який підкреслював її ромську ідентичність (у Всесвіті це пояснювалося тим, що вона відчувала себе більш співзвучною своїй ромській спадщині).[38] Вона також носила звичайний одяг, який візуально підкреслював її етнічну приналежність.[39][40][41] Багряна відьма і Ртуть були представлені як неохочі члени команди суперлиходіїв «Братство мутантів». Вони приєдналися до команди після того, як Магнето врятував Ванду від розлюченого натовпу (після того, як вона підпалила будівлю своїми мутантними здібностями (які невігласи села випадково прийняли за чаклунство і назвали Ванду «Багряною Відьмою»), залишивши близнюків у боргу перед ним.[42] Приблизно через рік після свого початкового знайомства Багряна Відьма і Ртуть стали членами супергеройської команди «Месників».[43] У той час як Ртуть з'являвся і зникав з команди протягом багатьох років, Багряна відьма довгий час була опорою Месників і навіть була лідеркою команди. В Avengers Том 3 № 24 (Січень 2000 р.) розлючені протестуючі перебувають біля особняка Месників, звинувачуючи Месників у тому, що вони всі білі, і вимагаючи «чорних Месників». Один з протестуючих тримав плакат з написом «ромів [мається на увазі Червона відьма] недостатньо».[44]
  - У Петра Максимофа є дочка на ім'я Луна Максимофф і Кристал.
  - У Ванди Максимофф колись були сини-близнюки на ім'я Вільям і Томас, які володіли бачення супергероїв-андроїдів. Вільям і Томас в кінцевому рахунку були стерті з життя, але перевтілилися в Молодих Месників — Біллі Каплана (Вікканін) і Томмі Шепарда (Швидкість).
- Канонічне Походження суперлиходія Доктора Дума племені рома, і він був змушений вчинити свої номінально негідні дії у відповідь на переслідування своєї родини. Будучи диктатором вигаданої Латверії, Дум віддає перевагу своїй власній етнічній групі, подібно до того, як Саддам Хусейн поважав своїх співвітчизників-іракців з Тикриту.
- Синтія Фон Дум, мати доктора Дума і ромська відьма.
- Вернер фон Дум, цілитель і батько доктора Дума.
- Мегган з супергеройської команди «Екскалібур» народилася в сім'ї ромів в Англії. Вона була вигнана, коли вони побачили, що вона перевертень, і прийняли її за демона.
- Маргалі Шардос, прийомна мати Курта Вагнера («Нічний змій») з супергеройських команд "Екскалібур " і «Люди Ікс»,- чарівниця франко-ромського походження.
- Супергероїня Аманда Сефтон (справжнє ім'я Джімейн Шардос), також відома як Мандрівниця дня та друга чарівниця, дочка Маргалі Шардос. Як і її мати, Аманда-ромська чаклунка.
- Астрід Мордо, дочка барона Мордо і ромки на ім'я Лілія Калдеру.
- Олена, ромська прабабуся супергероїв Колоса (Петро Распутін) і Магіка (Ільяна Распутіна), а також суперлиходія Михайла Распутіна. Олена була однією з багатьох коханок Григорія Распутіна (прадіда Колоса, Ілліани та Михайла).
  - Колос (Петро Распутін) — мутант, член команд супергероїв «Екскалібур» і «Люди Ікс».
  - Магік (Ільяна Распутіна) — мутант і здібна чарівниця, яка була членом команд супергероїв «Нові мутанти» і «Люди Ікс».
  - Михайло Распутін-суперлиходій-мутант і колишній космонавт.
- Ліанда, ромська цілителька і вампір. У XV столітті на її піклування було передано вмираючого Влада Дракулу. Як покарання за переслідування ромів, Ліанда перетворила Дракулу на вампіра.
- Ноктюрн (Талія Вагнер) — супергероїня-мутант, ка дочка Нічного змія і Багряної Відьми з альтернативної Всесвіту.
- Валерія, ромка з Латверії. Валерія виросла в тому ж таборі, що і Віктор фон Дум, і в підлітковому віці у них з Віктором були романтичні стосунки. Вони розлучилися, коли Віктор, будучи студентом, виїхав до США. Валерія возз'єдналася з Віктором (нині суперлиходієм Доктором Думом) після викрадення суперлиходієм Діабло, який хотів використати її проти себе. Валерія була звільнена, але втекла від Віктора, зрозумівши, якою людиною він став (і що він більше не той чоловік, якого вона колись любила). Віктор зробив безліч спроб завоювати серце Валерії, які зазнали невдачі (хоча жаліслива Валерія проявила до Віктора доброту після того, як він був поранений Галком). Валерія втекла з Латверії, щоб бути подалі від Віктора. Він розшукав її без своїх обладунків і зумів завоювати її серце. Однак Віктор пожертвував життям Валерії заради містичної сили.

#### Кіно- та телеекранізації
- В анімаційному серіалі «Фантастична четвірка» (1994—1996) доктор Дум з'являється в епізодичній ролі. У флешбеках показано, що Дум — син лікаря і вченого, який використовує свої навички, щоб допомогти ромському племені в Латвії. Роми живуть у таборі і зображені як прості люди, які сприймають медичну науку батька Дума за магію і вважають його чаклуном. В одній зі сцен троє ромів намагаються пограбувати і вбити батька Дума. Доктор Дум називає ромів «забобонними дурнями».[45] В одному з епізодів показано, що Доктор Дум має на службі вірну ромську поплічницю.[46]
- В мультсеріалі «Залізна людина» (1994—1996) Ванда Максимофф/Багряна відьма з'являється як постійна героїня, а також як член команди супергероїв Force Works. Багряну Відьму називають «середньоєвропейською»[47], і вона час від часу використовує карти таро.[48]
- X-Men: The Animated Series (1992—1997)
  - Флешбек в епізоді четвертого сезону «Нічний повзун» (вийшов 13 травня 1995 року) показує, як новонародженого Курта Вагнера врятувала ромська пара після того, як його біологічна мати (Містик) залишила його помирати в річці. Ромське подружжя всиновило Курта, як свою дитину, і виростило його як частину свого маленького цирку..
  - Епізод четвертого сезону «Родинні зв'язки» (вийшов в ефір 4 травня 1996 року) досліджує походження постійних персонажів — Багряної Відьми та Квіксілвера. Встановлено, що вони були виховані румунсько-ромською парою Джанго та Марією Максимофф, після того, як їх принесли до Максимоффів новонародженими. Багряна Відьма і Ртуть дізнаються, що вони є біологічними дітьми Магнето та його дружини Магди (на екрані не ідентифіковані як роми). У флешбеку показано, що Максимови живуть у будинку, на відміну від стереотипного каравану.
- Алан Каммінг грає Курта Вагнера/Нічного повзуна у фільмі «Люди Ікс 2» (2003). Курт зображений як німець, колишній циркач, який став жертвою контролю розуму з боку лиходія фільму. Звільнившись, він приєднується до Людей Ікс. Пізніше на роль Курта Вагнера був запрошений Коді Сміт-Макфі, який зіграв молодшого Курта у фільмах «Люди Ікс: Апокаліпсис» (2016) та «Люди Ікс: Темний Фенікс» (2019). У фільмі «Люди Ікс: Апокаліпсис» він вперше з'являється в циганському одязі (після приїзду до Америки він отримує інший одяг) і стає жертвою підземної арени (яка змушує захоплених мутантів битися один з одним до смерті). Курта рятує Містик (на відміну від коміксів, вона не вказана як його біологічна мати), і він приєднується до Людей Ікс.
- Деніел Кадмор зображує Колосса у фільмах «Люди Ікс 2» (2003), «Люди Ікс: Остання битва» (2006) та «Люди Ікс: Дні минулого майбутнього» (2014). У цих фільмах Колос є другорядним персонажем (навіть після того, як став членом Людей Ікс), і ніякої передісторії для нього не передбачено.
- Джуліан Мак-Магон зображує Віктора фон Дума у фільмах «Фантастична четвірка» (2005) і «Фантастична четвірка 2: Вторгнення Срібного серфера» (2007). У фільмах не згадується про ромське походження Віктора. У фільмі «Фантастична четвірка: Відродження Срібного Серфера» вказується, що Віктор походить з латвійської аристократії.
- У фільмі 2011 року «Примарний гонщик: Дух помсти» Денні Кетч зображений як син ромської жінки на ім'я Надя Кетч і демона Мефістофеля. Надя зв'язалася з чоловіком на ім'я Керріган, який був найманцем, наркоторговцем і торговцем зброєю. Їй було байдуже, ким він був, все, що Надя бачила — це квиток для себе (з того, що ніколи не буде розширено). Надя отримала смертельне поранення після того, як одна з угод Керрігана зірвалася (і вона намагалася втекти). Надя погодилася виносити дитину Мефістофеля в обмін на те, що він врятував їй життя. Фільм розгортається навколо Джонні Блейза (Примарний вершник), який намагається захистити Денні і Надю від Мефістофеля. Після того, як у Джонні забрали його силу, Денні використовує свої власні сили, щоб перетворити Джонні назад на Примарного Вершника. Поки Надя і Денні тікають від Керрігана (який працює на Мефістофеля), до Наді підходить бізнесмен (який знімає з неї обручку). Бізнесмен запитує, чи вона ромка, і зауважує, що чув про ромських жінок (мається на увазі, що це має сексуальний характер). Однак він відступає, коли Денні дає знати про свою присутність. Непомітно для бізнесмена Денні краде його гаманець і обручку (так що бізнесменові доведеться багато чого пояснювати своїй дружині). Після цього Надя запевняє Денні, що їм не завжди доведеться красти.
- Еван Пітерс зображує Пітера Максімоффа (адаптація П'єтро Максімоффа/Quicksilver) у фільмах 20th Century Studios «Люди Ікс: Дні минулого майбутнього» (2014), «Люди Ікс: Апокаліпсис» (2016) і «Люди Ікс: Темний Фенікс» (2019). У фільмі «Люди Ікс: Дні минулого майбутнього» Пітер зображений як дрібний злодій (на превеликий жаль і несхвалення своєї матері), який живе з матір'ю і молодшою сестрою (у розширеній версії Rogue Cut згадується друга сестра). У фільмі «Люди Ікс: Апокаліпсис» Пітер є сином Еріка Леншерра (Магнето), що робить його наполовину євреєм. Етнічна приналежність матері Пітера ніколи не встановлена.
  - У фільмі «Люди Ікс: Апокаліпсис» показано, що Магнето живе в Польщі і має доньку від своєї дружини Магди. У фільмі жодного разу не зачіпається питання, чи є Магда ромкою, як це було в коміксах. Магду та її доньку вбивають, що змушує Магнето об'єднатися з Апокаліпсисом.
- Елізабет Олсен грає Ванду Максимофф (Червону відьму) у франшизі кіновсесвіту Marvel (з Аароном Тейлором-Джонсоном, який грає Петра Максимофф у фільмах «Перший месник: Друга війна» (пост-кредитна послідовність) та «Месники: Ера Альтрона»). Станом на лімітовану серію «ВандаВіжен» на каналі Disney+ не було жодних згадок про ромське походження Ванди (та її брата-близнюка). В епізоді «ВандаВіжен» «Новий Гелловінський страшилка!» Ванда перевдягається на Геловін у «соківську ворожку» (вбрання, засноване на класичному костюмі Червоної Відьми з коміксів). За сюжетом «ВандаВіжен», Ванда використовує магію в місті. Вона промиває мізки всім мешканцям (перетворюючи їх на персонажів комедійних серіалів) та розлучає батьків з дітьми (дії, що ґрунтуються на антиромських стереотипах). Коли місцеві жителі звільняються, одна з жінок зі сльозами на очах благає Ванду дозволити їй возз'єднатися з дочкою[49][50]. У фільмі «Доктор Стрендж у мультивсесвіті божевілля» (режисер фільму «Затягни мене до пекла» Сем Реймі) Ванда (яка виступає головним антагоністом/лиходієм фільму) намагається викрасти дітей свого колеги з альтернативної реальності і вбиває людей, щоб отримати те, що вона хоче. Месники: Ера Альтрона представляє Ванду та П'єтро як добровільних членів Гідри. Гідра — це вигадана організація, до якої належить «Перший месник» представив її як колишній науковий підрозділ нацистської партії. У фільмі «Раніше» Ванда та Аґата Гаркнесс обговорюють вступ Ванди до такої організації, при цьому не вказується, що Ванда (і П'єтро) належала б до якоїсь фольклорної групи, з якою організація, пов'язана з нацизмом, могла б мати проблеми[49]. "Багряна відьма та Ртуть були адаптовані для кіновсесвіту Marvel Джоссом Відоном, творцем «Баффі — переможниці вампірів» (інформацію про зображення ромів у серіалі «Баффі — переможниця вампірів» та його спін-оффі див. у розділі «Телебачення»). Кастинг Елізабет Олсен (білошкірої білявої жінки) викликав негативну реакцію з боку фанатів, які вважали, що персонаж руйнують, прибираючи її ромське походження[51]. В інтерв'ю 2022 року Олсен заявила, що Багряна відьма не є прикладом для наслідування і не є тим, кого діти повинні боготворити[52].
- Стефан Капічіч озвучив Колоса (персонаж з'являється через CGI) у фільмах «Дедпул» (2016) та «Дедпул 2» (2018). Хоча роль Капічіча більша, ніж у версії Деніела Кадмора, передісторія персонажа не передбачена. У фільмах Колос намагається завербувати Дедпула в Люди Ікс і навчає його моралі бути супергероєм.
- Телесеріал «Легіон» (2017—2019) зосереджується навколо головного героя і мутанта Девіда Галлера (на основі персонажа Marvel Comics), якого в шоу зображено наполовину ромом. Девід — син мутанта Чарльза Ксав'є та його дружини Габріель (Стефані Корнеліуссен), яка пережила Голокост. Чарльз і Габріель познайомилися в психіатричній лікарні після Другої світової війни, де вони обидва були пацієнтами. Габріель була врятована з таборів, але втратила всю свою сім'ю, а травма Голокосту призвела до того, що Габріель впала в кататонію. Завдяки своїй телепатії Чарльзу вдалося вивести її з цього стану. Вони зблизилися (допомагаючи одне одному одужувати), закохалися і разом покинули лікарню. Згодом вони одружилися і народили сина Давида. Габріель зображена люблячою дружиною і матір'ю (і звичайною домогосподаркою 1940-х років), яка бореться з травмою Голокосту, коли Чарльз залишає її на деякий час одну, щоб знайти мутанта Амала Фарука[53].[54] У коміксах Габріель була єврейкою, яка пережила Голокост.
- Аня Тейлор-Джой зображує Іляну Распутіну у фільмі «Нові мутанти» (2020). Окрім того, що вона визнана колишньою жертвою торгівлі дітьми[a], у фільмі немає жодної передісторії про Ілліну. Показано, що травма її минулого як жертви торгівлі людьми зробила Іляну відстороненою та ворожою до інших, хоча вона зближується з іншими молодими мутантами в установі (де їх усіх тримають ув'язненими), навіть бажаючи врешті-решт врятувати інших. Упродовж усього фільму Ілліана має ручну ляльку фіолетового дракона на ім'я Локхід. Під час кульмінації Локхід перетворюється на справжнього дракона.

### Інші
- У веб-коміксі The Science Table Comic Алекс, один із повторюваних персонажів, канонічно є ромом. Він прикрашений тим, що, за словами іншого персонажа, називається «традиційним тубільним одягом».
- Інший персонаж називає Катерину Донлан із Gunnerkrigg Court «ромкою». Том Сіделл, автор коміксу, підтвердив, що вона наполовину ромка, її мати належить до етнічної групи гітано.

## Аніме і манга
- В аніме «Blood +» мається на увазі, що персонаж Хаджі — ром. Однак він був куплений у свого каравану в молодому віці і після цього не ідентифікував себе як такий.
- В аніме «Ковбой Бібоп» персонаж Фей Валентайн стверджує, що є одним із ромів, хоча це пізніше розвіяно її власними спогадами.
- В аніме «Kaze to Ki no Uta» Серж Баттур — син-сирота віконта та красуні ромської жінки.
- У додатковому продукті «Code Geass» OVA, Акіто Вигнанець, головні герої стикаються з групою літніх ромів.
- У фільмі «Сталевий алхімік» «Завойовник Шамбали» розповідається про ромських жінок у донацистській Німеччині.

## Відеоігри
- У відеогрі «Dragon Quest VIII: Journey of the Cursed King» представлені ромські персонажі Калдераша, названі на честь Калдераша, і його дочка Валентина.
- У відеогрі «Psychonauts» та її продовженні «Psychonauts 2» головний герой, Разпутін Аквато, та його сім'я — Рома.
- У «Assassin's Creed: Revelations» NPC куртизанок замінено ромами, які діють як рухомі схованки та можуть використовуватися для відволікання охоронців.
- Персонаж «Багряного неба» Натан Закарі заявив про ромську спадщину.
- Чотирьох героїв фільму «Мати-Росія кривавить» називають ромами (їхнє походження невідоме, але вони, очевидно, виросли в бідному ромському таборі десь у Росії).
- У відеогрі «Bohemian Killing» зображений ромський герой, винний у вбивстві, якому доводиться намагатися переконати присяжних, що він цього не робив.
- У «Куделці» головна героїня Куделка Іасант — молода ромка з Вельсу.

## Фільми
Ромські персонажі часто зображуються у фільмах про перевертнів, у тому числі ворожка Малева (Марія Успенська) у фільмі «Людина-вовк» і ромський клан жінок-перевертнів у фільмі «Плач перевертня».

## Подальше читання
- Glajar (ред.). "Gypsies" in European literature and culture. Palgrave Macmillan. ISBN 978-1-349-37154-9. OCLC 156831916.
- Matthews, Jodie. The Gypsy Woman: Representations in literature and visual culture. Bloomsbury Publishing: I.B. Tauris. ISBN 9781788313810. OCLC 1226174067.
- Mladenova, Radmila. Patterns of Symbolic Violence: The Motif of 'Gypsy' Child-theft across Visual Media (англ.) (нім.). Heidelburg University Publishing. doi:10.17885/heiup.483. ISBN 978-3-947732-47-0. OCLC 1126195043.
- Mladenova, Radmila. The ‘White’ Mask and the ‘Gypsy’ Mask in Film. Heidelburg University Publishing. doi:10.17885/heiup.989. ISBN 978-3-96822-131-1. OCLC 1369310763.

- Mladenova (ред.). Antigypsyism and Film / Antiziganismus und Film (англ.) (нім.). Heidelburg University Publishing. doi:10.17885/heiup.650. ISBN 978-3-96822-012-3.

## Пояснювальні примітки
1. ↑  Дослідження показали, що більшість жертв торгівлі людьми є представниками етнічних меншин.[55]